# Entes Autónomos y Servicios Descentralizados de Uruguay
En Uruguay, los Entes Autónomos y los Servicios Descentralizados son organismos y empresas estatales que se dedican a diversas actividades con diferentes grados de independencia del Poder Ejecutivo. 
Varios pertenecen al llamado dominio comercial e industrial del estado: energía eléctrica, agua, telecomunicaciones, combustibles, etc. Otros se encargan de servicios sociales como salud, educación, vivienda, etc. También, existen organismos autónomos encargados de fiscalizar, controlar y auditar. 

## Directorios
Los directorios están integrados, en general, por tres o cinco directores (entre los que se incluyen Presidente y Vicepresidente), los cuales son designados por el Presidente de la República en acuerdo con el Consejo de Ministros, previa venia de la Cámara de Senadores. Sin embargo la ley por tres quintos de votos del total de componentes de cada Cámara, puede declarar electiva su designación, determinando en cada caso las personas o los cuerpos que han de efectuar la elección. 
En general ha sido práctica habitual integrar estos directorios por cuota política. Durante décadas los cargos en los directorios se repartieron entre los partidos Colorado y Nacional. No obstante, en la primera presidencia de Julio María Sanguinetti participaron todos los partidos. En el primer periodo de gobierno del Frente Amplio (2005 - 2010) la oposición no llegó a acuerdo con el gobierno y no integró los directorios. En el segundo periodo de gobierno del Frente Amplio la oposición aceptó integrar los directorios de las empresas públicas y servicios descentralizados.

## Entes
Los entes autónomos son las entidades que gozan de una mayor descentralización administrativa en el derecho uruguayo.
| Nombre                                                       | Sigla  | Creación                           |
| ------------------------------------------------------------ | ------ | ---------------------------------- |
| Universidad de la República                                  | UDELAR | 18 de julio de 1849 (176 años)     |
| Universidad Tecnológica                                      | UTEC   | 28 de diciembre de 2012 (12 años)  |
| Administración Nacional de Educación Pública                 | ANEP   | 28 de marzo de 1985 (40 años)      |
| Administración Nacional de Usinas y Transmisiones Eléctricas | UTE    | 21 de octubre de 1912 (112 años)   |
| Administración Nacional de Combustibles, Alcohol y Portland  | ANCAP  | 15 de octubre de 1931 (93 años)    |
| Administración de Ferrocarriles del Estado                   | AFE    | 19 de septiembre de 1952 (72 años) |
| Banco de la República Oriental del Uruguay                   | BROU   | 24 de agosto de 1896 (128 años)    |
| Banco Hipotecario del Uruguay                                | BHU    | 24 de marzo de 1892 (133 años)     |
| Banco de Seguros del Estado                                  | BSE    | 27 de diciembre de 1911 (113 años) |
| Banco Central del Uruguay                                    | BCU    | 15 de febrero de 1967 (58 años)    |
| Banco de Previsión Social                                    | BPS    | 15 de febrero de 1967 (58 años)    |
| Instituto Nacional de Colonización                           | INC    | 5 de febrero de 1948 (77 años)     |

## Servicios descentralizados
Los llamados servicios descentralizados son las entidades que poseen una descentralización administrativa limitada y  con una mayor participación y contralor por parte del Poder Ejecutivo.
Por otra parte las características de dichos organismos es muy variadas.
| Nombre                                               | Sigla           | Creación                           |
| ---------------------------------------------------- | --------------- | ---------------------------------- |
| Administración Nacional de Correos                   | Correo Uruguayo | 21 de diciembre de 1827 (197 años) |
| Administración Nacional de Puertos                   | ANP             | 21 de julio de 1916 (109 años)     |
| Administración Nacional de Telecomunicaciones        | ANTEL           | 25 de julio de 1974 (50 años)      |
| Administración de las Obras Sanitarias del Estado    | OSE             | 19 de diciembre de 1952 (72 años)  |
| Administración de los Servicios de Salud del Estado  | ASSE            | 1 de julio de 2007 (18 años)       |
| Agencia Nacional de Vivienda                         | ANV             | 27 de abril de 2007 (18 años)      |
| Fiscalía General de la Nación                        | FGN             | 28 de octubre de 1907 (117 años)   |
| Junta de Transparencia y Ética Pública               | JUTEP           | 28 de agosto de 2015 (9 años)      |
| Instituto del Niño y Adolescente del Uruguay         | INAU            | 6 de abril de 1934 (91 años)       |
| Instituto Nacional de Inclusión Social Adolescente   | INISA           |                                    |
| Instituto Uruguayo de Meteorología                   | INUMET          | 25 de octubre de 2013 (11 años)    |
| Unidad Reguladora de Servicios de Comunicaciones     | URSEC           | 21 de febrero de 2001 (24 años)    |
| Unidad Reguladora de los Servicios de Energía y Agua | URSEA           | 13 de diciembre de 2002 (22 años)  |

## Extintos
| Nombre                                           | Sigla | Tipo                        | Creación                | Cese                           |
| ------------------------------------------------ | ----- | --------------------------- | ----------------------- | ------------------------------ |
| Ferrocarriles y Tranvías del Estado              | FTE   | Ente autónomo               | 1919                    | 1952                           |
| Primeras Líneas Uruguayas de Navegación Aérea    | PLUNA | Ente autónomo               | 20 de noviembre de 1936 | 5 de julio de 2012 (75 años)   |
| Administración Municipal de Transporte Colectivo | AMDET | Ente autónomo departamental | 29 de diciembre de 1947 | 1 de febrero de 1976           |
| Industria Lobera y Pesquera del Estado           | ILPE  | Servicio descentralizado    | 5 de marzo de 1976      | 1 de octubre de 1991 (15 años) |
| Asistencia Pública Nacional                      |       |                             |                         | 1934                           |

## Organismos Autónomos de Rango Constitucional
Además la constitución uruguaya establece una serie de organismos de máxima jerarquía juntos a los poderes del estado y totalmente independientes los cuales son nombrados por la Asamblea General en reunión de ambas cámaras por dos tercios de votos del total de sus componentes. 
| Logo | Nombre                                          | Creación           |
| ---- | ----------------------------------------------- | ------------------ |
|      | Corte Electoral                                 | 9 de enero de 1924 |
|      | Tribunal de Cuentas de la República (TCR)       | 1 de marzo de 1934 |
|      | Tribunal de lo Contencioso Administrativo (TCA) | 1952               |